# Taxa de mutação
Em genética, a taxa de mutação é a medida que representa a frequência de vários tipos de mutações ao longo do tempo. Taxas de mutação são dadas por uma específica classe, como por exemplo, mutações pontuais, pequenas ou grandes inserções e deleções. A taxa de substituição pode ser também subdividida em um espectro de mutação que descreve a influência do contexto genético na taxa de mutação.
Há muitas unidades de tempo para cada uma dessas taxas, com taxas sendo caracterizadas tanto por mutações por pares de base, quanto por divisão celular, genes por geração ou genoma. A taxa de mutação de um organismo é uma característica evoluída e influenciada pela genética de cada organismo, além de influenciada pelo próprio ambiente. Os limites de como cada taxa de mutação evolui é objeto de investigação.
Em humanos, um aumento na taxa de mutação pode induzir riscos para a saúde, como, por exemplo, câncer e outras doenças genéticas.